# BK Häcken FF
BK Häcken FF, tidigare Kopparbergs/Landvetter IF och Kopparbergs/Göteborg FC, är en damfotbollsförening i Göteborg.

## Historik
Föreningen bildades 1970 i Landvetter som Landvetter IF.
Från 1999 till 2004 tränades laget, då under namnet Kopparbergs/Landvetter IF, av Bo Falk. Klubben flyttade 2004 till Göteborg och bytte då namn. Namnet Kopparbergs kommer från klubbens huvudsponsor, bryggeriet Kopparbergs Bryggeri. Inför säsongen 2004 lämnade landslagsmeriterade Kristin "Kicki" Bengtsson klubben för Djurgården/Älvsjö och Anna-Maria Eriksson flyttade till Norge. Klubben värvade då en trio, de brasilianska landslagsspelarna Juliana och Daniela samt den amerikanska U21-målvakten Hope Solo.
År 2013 lämnade Torbjörn Nilsson sitt arbete som tränare och Stefan Rehn tog över.
2020 vann klubben Damallsvenskan för första gången.

### Kopparbergs/Göteborg FC blir BK Häcken FF
Den 29 december 2020, som regerande svenska mästare, valde klubbledningen först att upplösa elitverksamheten i klubben, med hänvisning till att det inte går att bedriva enbart damfotboll på elitnivå i Sverige. Två dagar senare, den 31 december, meddelade klubbledningen emellertid att man kommer att fortsätta elitverksamheten och sålunda tills vidare delta i 2021 års upplaga av Damallsvenskan och även delta i Champions League till hösten. Detta då det sedan beskedet om nedläggning två dagar tidigare kommit "ett positivt gensvar från ett par föreningar om att utveckla damfotbollen i Göteborg i ett nära samarbete oss emellan".
Den 28 januari 2021 bytte laget namn till BK Häcken FF, efter att hela verksamheten anslutits som en dotterförening till Hisingsklubben BK Häcken. På detta sätt kunde föreningen behålla platsen i Damallsvenskan 2021, då detta är kopplat till organisationsnumret.
BK Häcken hade redan en verksamhet för damer, med ett damlag som säsongen 2021 spelade i Division 2, och spelade vidare under BK Häckens namn och organisationsnummer. Laget hade ställt sig positiva till övertagandet, och den därpå följande samordningen av träningsverksamhet, med mera, vilket var en förutsättning för övertagandet. Under säsongen 2022 omvandlades det redan befintliga damlaget i klubben till "andralag", med spel i Division 1 Mellersta Götaland.

## Placering tidigare säsonger

### Kopparbergs Landvetter IF 1996–1999
| Säsong | Nivå | Liga           | Placering | Webbplats | Notering |
| ------ | ---- | -------------- | --------- | --------- | -------- |
| 1996   | 1    | Damallsvenskan | 9         | [ 6 ]     |          |
| 1997   | 1    | Damallsvenskan | 8         | [ 7 ]     |          |
| 1998   | 1    | Damallsvenskan | 7         | [ 8 ]     |          |
| 1999   | 1    | Damallsvenskan | 6         | [ 9 ]     |          |

### Kopparbergs Landvetter IF 2000–2004
| Säsong | Nivå | Liga           | Placering | Webbplats | Notering |
| ------ | ---- | -------------- | --------- | --------- | -------- |
| 2000   | 1    | Damallsvenskan | 5         | [ 10 ]    |          |
| 2001   | 1    | Damallsvenskan | 5         | [ 11 ]    |          |
| 2002   | 1    | Damallsvenskan | 3         | [ 12 ]    |          |
| 2003   | 1    | Damallsvenskan | 6         | [ 13 ]    |          |
| 2004   | 1    | Damallsvenskan | 4         | [ 14 ]    |          |

### Kopparbergs/Göteborg Fotboll Club
| Säsong | Nivå | Liga           | Placering | Webbplats     | Notering |
| ------ | ---- | -------------- | --------- | ------------- | -------- |
| 2005   | 1    | Damallsvenskan | 5         | [ 15 ] [ 16 ] |          |
| 2006   | 1    | Damallsvenskan | 5         | [ 17 ] [ 18 ] |          |
| 2007   | 1    | Damallsvenskan | 4         | [ 19 ] [ 20 ] |          |
| 2008   | 1    | Damallsvenskan | 6         | [ 21 ] [ 22 ] |          |
| 2009   | 1    | Damallsvenskan | 4         | [ 23 ] [ 24 ] |          |
| 2010   | 1    | Damallsvenskan | 2         | [ 25 ] [ 26 ] |          |
| 2011   | 1    | Damallsvenskan | 2         | [ 27 ] [ 28 ] |          |
| 2012   | 1    | Damallsvenskan | 4         | [ 29 ] [ 30 ] |          |
| 2013   | 1    | Damallsvenskan | 4         | [ 31 ] [ 32 ] |          |
| 2014   | 1    | Damallsvenskan | 3         | [ 33 ] [ 34 ] |          |
| 2015   | 1    | Damallsvenskan | 6         | [ 35 ] [ 36 ] |          |
| 2016   | 1    | Damallsvenskan | 5         | [ 37 ] [ 38 ] |          |
| 2017   | 1    | Damallsvenskan | 8         | [ 39 ] [ 40 ] |          |
| 2018   | 1    | Damallsvenskan | 2         | [ 41 ] [ 42 ] |          |
| 2019   | 1    | Damallsvenskan | 2         | [ 43 ] [ 44 ] |          |
| 2020   | 1    | Damallsvenskan | 1         | [ 45 ] [ 46 ] |          |

### BK Häcken FF
| Säsong | Nivå | Liga           | Placering | Webbplats     | Notering |
| ------ | ---- | -------------- | --------- | ------------- | -------- |
| 2021   | 1    | Damallsvenskan | 2         | [ 47 ] [ 48 ] |          |
| 2022   | 1    | Damallsvenskan | 2         | [ 49 ] [ 50 ] |          |
| 2023   | 1    | Damallsvenskan | 2         | [ 51 ]        |          |
| 2024   | 1    | Damallsvenskan | 2         | [ 52 ]        |          |

## Spelartrupp
| Nummer      | Land          | Spelare               | Födelsedatum      | Kom från                 | Moderklubb        |           |
| Målvakter   | Målvakter     | Målvakter             | Målvakter         | Målvakter                | Målvakter         | Målvakter |
| ----------- | ------------- | --------------------- | ----------------- | ------------------------ | ----------------- | --------- |
| 1           | Nederländerna | Loes Geurts           | 12 januari 1986   | Paris Saint-Germain      | RES               |           |
| 13          | Sverige       | Jennifer Falk         | 26 april 1993     | Mallbackens IF           | Torslanda IK      |           |
| Försvarare  |               |                       |                   |                          |                   |           |
| 3           | Australien    | Aivi Luik             | 18 mars 1985      | Pomigliano               |                   |           |
| 6           | Sverige       | Josefine Rybrink      | 19 januari 1998   | Kristianstads DFF        | Onsala BK         |           |
| 16          | Sverige       | Anna Sandberg         | 23 maj 2003       | KIF Örebro               | IFK Lindesberg    |           |
| 18          | Sverige       | Lisa Löwing           | 14 september 2004 | Göteborgs DFF            | Torslanda IK      |           |
| 19          | Sverige       | Elma Junttila Nelhage | 21 maj 2003       | BK Häcken U              | IK Zenith         |           |
| 20          | Sverige       | Hanna Wijk            | 15 december 2003  | BK Häcken U              | Floda BoIF        |           |
| Mittfältare |               |                       |                   |                          |                   |           |
| 5           | England       | Ruby Grant            | 15 april 2002     | North Carolina Tar Heels | Arsenal           |           |
| 9           | Sverige       | Filippa Curmark       | 2 augusti 1995    | Jitex BK                 | Ekhagens IF       |           |
| 15          | USA           | Jasmine Hamid         |                   | Towson Tigers            |                   |           |
| 17          | Ungern        | Anna Csiki            | 14 november 1999  | Ferencváros              | Mustang           |           |
| 21          | Färöarna      | Jóhanna Fossdalsá     | 28 november 2005  | FC Nordsjælland          |                   |           |
| 23          | Serbien       | Milica Mijatović      | 26 juni 1991      | Apollon Limassol         | Röda Stjärnan     |           |
| 25          | Sverige       | Alice Bergström       | 3 februari 2003   | Djurgårdens IF           | Tyresö FF         |           |
| 26          | Sverige       | Alexandra Larsson     | 8 juni 2006       | IFK Göteborg             |                   |           |
| 30          | Finland       | Katariina Kosola      | 24 februari 2001  | KIF Örebro               |                   |           |
| Anfallare   |               |                       |                   |                          |                   |           |
| 7           | Sverige       | Monica Jusu Bah       | 16 maj 2003       | Umeå IK                  | Mariehem SK       |           |
| 8           | Sverige       | Rosa Kafaji           | 5 juli 2003       | AIK                      | Kallhälls FF      |           |
| 10          | Sverige       | Anna Anvegård         | 10 maj 1997       | Everton                  | Bredaryd Lanna IK |           |
| 11          | Kanada        | Clarissa Larisey      | 2 juli 1999       | Celtic                   | Goulbourn SC      |           |
| 12          | Danmark       | Stine Larsen          | 24 januari 1996   | Aston Villa              | Ejby IF           |           |
| 14          | Sverige       | Matilda Nildén        | 10 november 2004  | AIK                      | IF Brommapojkarna |           |
| 23          | Sverige       | Felicia Schröder      | 13 april 2007     | AIK                      | IF Brommapojkarna |           |
| 27          | Tanzania      | Aisha Masaka          | 10 november 2003  | Young Africans           |                   |           |

### Spelare i urval
- Johanna Almgren (2004–2014)
- Kristin Bengtsson (1999–2000, 2003)
- Emma Berglund (2019–2020)
- Marit Björstedt
- Stina Blackstenius (2020–2022)
- Lisa Dahlkvist (2010–2011)
- Lisa Ek (2005–2012, 2014–2015)
- Anna-Maria Eriksson (1997–2003)
- Loes Geurts (2014–)
- Pauline Hammarlund (2016–)
- Karin Jeppsson (1998–2001)
- Emma Koivisto (2018–2020)
- Beata Kollmats (2011–)
- Linnea Liljegärd (2008–2012)
- Sara Lindén (2005–2016)
- Lieke Martens (2014–2015)
- Manon Melis (2014–2015)
- Christen Press (2012, 2018)
- Elin Rubensson (2015–)
- Lotta Schelin (2001–2008)
- Olivia Schough (2009–2013, 2018)
- Linda Sembrant (2011)
- Marlene Sjöberg  (2000–2001, 2003–2015)
- Hope Solo (2004)
- Jodie Taylor (2013, lån)
- Jane Törnqvist (2008–2012)